# مگس‌گیر دم آبی
مگس‌گیر دم آبی (نام علمی: Elminia albicauda) نام یک گونه از تیره مگس‌گیرهای پریسا است. این گونه در آنگولا، بوروندی، جمهوری دموکراتیک کمگو، مالاوی، موزامبیک، رواندا، تانزانبا، اوگاندا، و زامبیا یافت می‌شود. زیستگاه نیز جنگل‌ها و گرم‌دشتها است.